# Municipio de San Pedro Yaneri
El municipio de San Pedro Yaneri (en zapoteco: 'Árbol que da tremetina') es un municipio de 910 habitantes situado en el Distrito de Ixtlán, Oaxaca, México.

## Demografía
En el municipio habitan 910 personas, de las cuales, 86% hablan una lengua indígena. El municipio tiene un grado de marginación muy alto. 

### Localidades
En el municipio se encuentran los siguientes poblados:
| Nombre de la localidad | Población (2010) |
| ---------------------- | ---------------- |
| San Pedro Yaneri       | 579              |
| San Juan Tepanzacoalco | 422              |
| Luza                   | 1                |

## Cultura
El pueblo celebra la fiesta de San Pedro el 29 de julio y la de la Virgen de Guadalupe el 12 de diciembre. Para realizar las fiestas del pueblo, se nombra un comité de festejos que se encarga de organizar todos los detalles de la fiesta así como la calenda, se adornan carros alegóricos con flores, recorren las calles del pueblo y bailan con la banda de música, el presidente municipal ofrece una comida popular. Por la noche hay pirotecnia y se baila la "Danza de los negritos".